# Struba argenteodivisa
Struba argenteodivisa är en fjärilsart som beskrevs av Sergius G. Kiriakoff 1962. Struba argenteodivisa ingår i släktet Struba och familjen tandspinnare. Inga underarter finns listade i Catalogue of Life.